# Helmet Peak
Der Helmet Peak (englisch für Helmspitze, in Argentinien und Chile Pico Falsa Aguja ‚Falsche Nadelspitze‘) ist ein 1040 m hoher Berg im östlichen Teil der Livingston-Insel im Archipel der Südlichen Shetlandinseln. Er ragt unmittelbar südlich der Mündung des Huron-Gletschers in die Moon Bay auf.
Wissenschaftler der britischen Discovery Investigations nahmen zwischen 1926 und 1932 die deskriptive Benennung vor.